# Кароліна Мухова
Кароліна Мухова (чеськ. Karolína Muchová; нар. 21 серпня 1996) — чеська тенісистка.
Кароліна — дочка колишнього чеського футболіста, Йозефа Мухи.

## Кар'єра
Мухова дебютувала в серії WTA Tour у 2017 році, на змаганнях Korea Open, де їй вдалося перемогти кореянку Лі Сору та росіянку Анну Моргіну в кваліфікації. Дебют на турнірах Великого шолому у чешки відбувся на Відкритому чемпіонаті США 2018 року, на який вона потрапила здобувши три впевнених перемоги у кваліфікації. У першому колі турніру Мухова здолала українку Даяну Ястремську, після чого пройшла у другому колі дворазову чемпіонку турнірів Великого шолому Гарбінє Мугурусу, вперше тріумфуючи над представницею першої сотні світового рейтингу.
Свій перший WTA фінал Мухова провела на WTA Prague Open 2019 року, де вона зазнала поразки від швейцарки Джил Тайхманн. Цей успіх вперше вивів 22-річну чешку до топ-100 світового рейтингу WTA. У червні Мухова перемогла естонку Анетт Контавейт у першому колі Відкритого чемпіонату Франції, але покинула змагання після поразки у другому колі від румунки Ірини-Камелії Бегу.
На Вімблдоні 2019 Мухова добралася до чвертьфіналу, що стало її найбільшим успіхом в турнірах Великого шолома. 
Перший титул WTA Мухова здобула  на  Korea Open 2019.

## Фінали турнірів WTA

### Одиночний розряд: 6 (1 титул)
| Результат | В–П | Дата     | Турнір                                                 | Категорія     | Поверхня | Супротивниця  | Рахунок            |
| --------- | --- | -------- | ------------------------------------------------------ | ------------- | -------- | ------------- | ------------------ |
| Поразка   | 0–1 | Тра 2019 | WTA Prague Open, Чехія                                 | International | Ґрунт    | Джил Тайхманн | 6–7(5–7), 6–3, 4–6 |
| Перемога  | 1–1 | Вер 2019 | Hansol Korea Open Tennis Championships, Південна Корея | International | Тверде   | Магда Лінетт  | 6–1, 6–1           |
| Поразка   | 1–2 | Чер 2023 | Відкритий чемпіонат Франції з тенісу, Франція          | Grand Slam    | Ґрунт    | Іга Свьонтек  | 2–6, 7–5, 4–6      |
| Поразка   | 1–3 | 2023     | Мастерс Цинциннаті, США                                | WTA 1000      | Тверде   | Корі Гофф     | 3–6, 4–6           |
| Поразка   | 1–4 | 2024     | Internazionali Femminili di Tennis di Palermo, Італія  | WTA 250       | Ґрунт    | Чжен Ціньвень | 4–6, 6–4, 2–6      |
| Поразка   | 1–5 | Жов 2024 | China Open, КНР                                        | WTA 1000      | Тверде   | Корі Гофф     | 1–6, 3–6           |

## Історія виступів в значних турнірах

### Одиночний  розряд
| Турніри Великого шолома       |     |     |     |     |          |          |          |          |
| Australian Open               | A   | A   | A   | 1к  | 0 / 1    | 0–1      | 0%       |          |
| French Open                   | A   | A   | Q1  | 2к  | 0 / 1    | 1–1      | 50%      |          |
| Wimbledon                     | A   | A   | Q2  | ЧФ  | 0 / 1    | 4–1      | 80%      |          |
| US Open                       | Q1  | A   | 3к  | 3к  | 0 / 2    | 4–2      | 67%      |          |
| Ви–Пр                         | 0–0 | 0–0 | 2–1 | 7–4 | 0 / 5    | 9–5      | 64%      |          |
| Premier Mandatory tournaments |     |     |     |     |          |          |          |          |
| Indian Wells Open             | A   | A   | A   | A   | 0 / 0    | 0–0      | –        |          |
| Miami Open                    | A   | A   | A   | 2к  | 0 / 1    | 1–1      | 50%      |          |
| Madrid Open                   | A   | A   | A   | A   | 0 / 0    | 0–0      | –        |          |
| China Open                    | A   | A   | A   |     | 0 / 0    | 0–0      | –        |          |
| Premier 5 tournaments         |     |     |     |     |          |          |          |          |
| Dubai Championships           | NP5 | A   | NP5 | A   | 0 / 0    | 0–0      | –        |          |
| Qatar Open                    | A   | NP5 | A   | NP5 | 0 / 0    | 0–0      | –        |          |
| Italian Open                  | A   | A   | A   | A   | 0 / 0    | 0–0      | –        |          |
| Canadian Open                 | A   | A   | A   |     | 0 / 0    | 0–0      | –        |          |
| Cincinnati Open               | A   | A   | A   |     | 0 / 0    | 0–0      | –        |          |
| Wuhan Open                    | A   | A   | A   |     | 0 / 0    | 0–0      | –        |          |
| Career statistics             |     |     |     |     |          |          |          |          |
| Рейтинг на кінець року        | 208 | 272 | 145 |     | $503,736 | $503,736 | $503,736 | $503,736 |